# 水路学

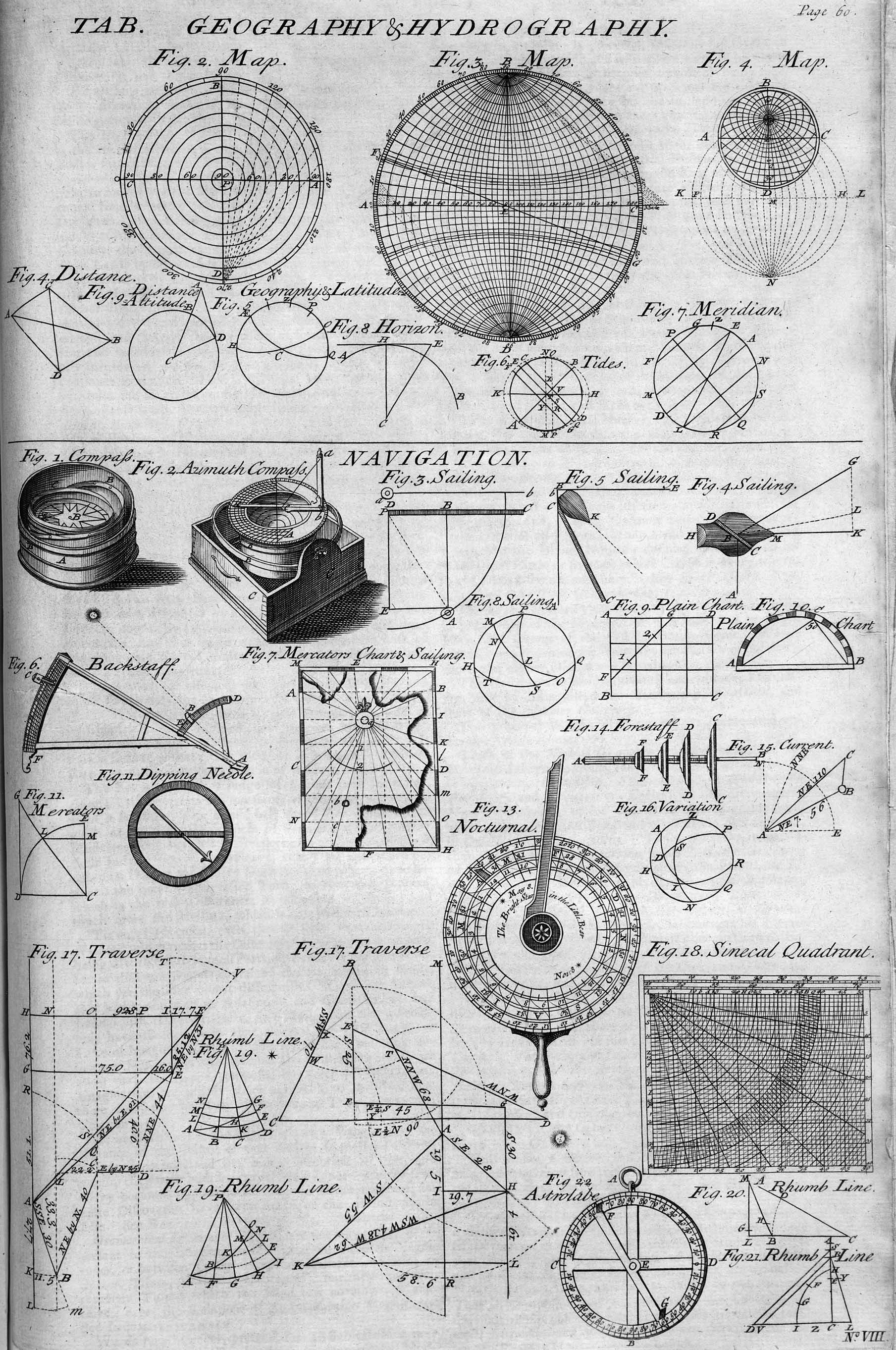
1728年の『Cyclopaedia, or an Universal Dictionary of Arts and Sciences』における地理学、水路学、航海に関する表

水路学（すいろがく）は、水の地誌学的な特徴の地図、海図製作に関する学問。水深や潮汐や水の流れ、海や川や湖底の地誌学、地形学も含む。歴史的に水の流れを記録する目的は、航海の安全性のためである。そのような記録には、難破船や暗礁、建造物、航行灯、目標、浮標、海岸の特徴などの位置や識別を含む。水路学は、水質や水文学が扱う広い分野は含まない。

## 概観
大規模な水路学は、国家や国際的な研究機関が正確な調査を通してデータを収集し、航海を目的とした海図や資料説明などを公開している。海洋学の科学は、部分的には、古典水路学の副産物である。重要なデータは互換性があるが、海洋水路学のデータは特に航海と航海の安全性に向けられたものである。海洋資源の調査や開発は主に水路学の応用であり、特に炭化水素の研究に重きが置かれている。
水路学の調査は潮汐や海流、物理海洋学の波の情報などを含む。それらは海底の調査、特に岩や砂州、暗礁などの航海を妨害する危険に関する海の地誌学に重きが置かれている。海底調査には効果的に碇を使えるようにするため、海底の自然物の堆積物もまた含まれる。海洋学とは異なり、水路学は海岸の特徴や自然物や人工物など、航海の助けになることを含む。それゆえに水路学の調査は、丘や山、光や塔など、船の位置を修正するのに助けになるものなど、海や海底の物理的な様相の正確な表現や位置を含む。
水路は主に安全性の理由から、海図へのデータの表記方法に影響するような慣習がある。例えば、水路学の海図は航海の安全を表記するように設計されており、最低深度を主張したり、時折海底地形図に表記するような実際の海底の地誌学を目立たなくさせる傾向にある。前者は船員が災難を回避するための手段である。後者は地形図のように、実際の海底の一番良い表記法であり、科学的だったりその他の目的に用いられる。2003年から2005年の間から続く水路学の流行により、多くの水路測量企業による"徹底した観測"によるデータベースや、航海の必要に応じた"安全な"製品が作られ、この差は縮まりつつある。これは航海用海図のために収集されるデータが海底地形図にも使えるようにするため、多用途な調査への興味と相まって行われてきた。
場所によっては水路測量のデータは海底地形図を表すのに十分なデータが収集されているが、航海用海図は安全な航海のための深さの情報しか表しておらず、海底の正確な形を表したものであると考えるべきではない。航海用海図に記すために調査結果から選択される水深データは、安全な航海のために選択されるため、最も浅いデータに偏る。例えば、水深の浅い個所に囲まれているために到達できない深い個所は、表記されないことがある。水深の違いを表すために色が塗られた個所は、実際の最も浅い深さが表記されるため、地形図の等高線とは等しくない。海底地形図は正確に海底の地形を描く。達成すべき制限の詳細は、『Bowditch's American Practical Navigator』のPart 1に記してある。安全な航海に影響を与えるもう一つの考えは、高解像度のソナーシステムによる詳細な水深データだ。より深い場所では、得られる深度はリード線により得られたデータだけだ。この方法では手こぎボートや帆船から、一定の間隔で重みを付けた釣り糸を落とし、深さを測る。これらの測量は、海難やサンゴ礁などの危険がないことを保証しない。しばしば、収集船の航海は、今日のGPS航海の精度と一致しない。海図は得られる最良のデータを使い、警告の記録や伝承にある自然現象なども警告する。
海図と海底地形図の調査は重要な點がいくつか異なる。特に最低深度に関して、前者は安全性が求められるのにたいして、後者では地形学的な表記が求められる。歴史的に、これは測深エコーは最低深度に偏った設定の元行われてきたことにもよるが、最近の海図の測定では事実の後に適用された航海の安全性に調整された最良の測定により行われている。
渓流の水路学は河床や流量、水質、周辺の陸の情報を含む。流域や内的な水路学は川や飲料水に特別な注意を払っている。収集されたデータが航海のためではなく、科学的な使用をされる場合、一般的に水文学と呼ばれる。

## 歴史
水路学の始まりは、個々の水夫が図面やメモのような形で海図を作ったところにある。これらは商業的、軍事的優位のために使われたため、非公開な私有財産だった。最終的には海軍のような組織が、個人的な知識を集め、メンバーに頒布した。次の段階ではメンバーが積極的に情報を収集した。そして、収集や出版や、海図や航海指針に組み込まれる水路学の貢献のための組織が生まれることとなった。
歴史的に興味深い関係はジェームズ・マクニール・ホイッスラーによるもの。民間と米海軍の水路学の研究組織と行った地図製作者としての仕事の間に、彼の芸術的な才能が海図の美しい海岸の外形にあらわれている。これらは船員に上陸や入港方法の識別を助けるために設計された版画だった。彼の水路学の仕事に関する説明はこのサイトで見ることができる。
もともと水路測量は、新しい海を航海した船によって行われた。船が増え、技術がより専門、複雑化し、水路測量は権利として行われるようになり、政府や測量会社に委託されることが多くなった。しかし技術が安くなり、商業目的の調査は需要が見込めなくなった。TeamSurvのような測量プロジェクトの発達を見ることができる。

## 組織

### 日本
- 海軍水路部（海軍省水路局）
- 海上保安庁海洋情報部

### 世界
多くの国で水路測量は専門化された測量会社により行われている。国際的な測量は国際水路機関の責任である。
英国水路部は最も古いものの一つで、世界中で尊敬されており、他の国や同盟国の軍事組織、民間に広範な海図を提供している。アメリカでは、1807年からアメリカ合衆国商務省のアメリカ海洋大気庁の沿岸調査が行われている。